# Шапинская, Екатерина Николаевна
Екатери́на Никола́евна Шапинская (род. 8 августа 1948, Москва) — советский и российский культуролог, исследователь проблем современной культуры и постмодернизма, а также эстетики и философии искусства. Доктор философских наук (1998, тема «Любовь как социокультурная универсалия и её репрезентация в литературном дискурсе»)

### Биография
Окончила МГПИИЯ им. М.Тореза по специальности «Иностранные языки» английский и французский языки). В течение 12 лет жила в Индии, в 1976 г. получила степень магистра искусств по специальности «Индийский классический танец» в университете «Прайяг Сангит Самити» (Аллахабад). За время жизни в Индии выступала с танцевальными программами классического танца «катхак», а также участвовала в ряде хореографических постановок и сама поставила ряд хореографических спектаклей.
Возвратившись в Москву работала в качестве лектора-искусствоведа в московской областной филармонии, гастролировала по Союзу с программой «В мире индийской поэзии и танца». В 1986 году защитила диссертацию на степень кандидата философских наук по теме «Эстетические основы индийского танца». Преподавала в ряде вузов такие предметы как «История искусства», «Мировая художественная культура», «Массовая культура», «История мировой культуры и искусства». В 1998 г. защитила докторскую диссертацию на тему «Любовь как социокультурная универсалия и её репрезентация в литературном дискурсе.» В 2001 г. получила звание профессора. Работала в ряде университетов, читает курсы по теории и истории культуры, мировой художественной культуре, проблемам массовой культуры и постмодернизма, гендерным проблемам культуры, основам теории коммуникации. Занимается исследовательской деятельностью в Российском институте культурологии, затем Институте культурного и природного наследия им. Д. С. Лихачева, где является зам. руководителя экспертно-аналитического Центра развития образовательных систем в сфере культуры.

### Сфера интересов
Е. Н. Шапинская активно работает в различных направлениях как теоретических исследований, так и преподавательской и просветительской деятельности.
В сферу научных интересов входят:
- — проблемы современной художественной культуры
- — массовая культура и массовое искусство: теории и практики
- — постмодернизм в культуре
- — гендерные проблемы культуры
- — культурное наследие и современность

В преподавательской деятельности разработаны и преподаются такие инновативные курсы как:
- — «Массовая культура и постмодернизм»
- — «Субкультуры в современном мире»
- — «Коммуникации эпохи постмодерна»
- — «Гендерные проблемы культуры».
- — «Межкультурные коммуникации в современном мире»

В сферу просветительской деятельности и информационной активности входят:
- — Российская культура сегодня: проблемы и перспективы
- — Классическое наследие в современной культуре
- — Судьба музыкального театра в XXI веке.

Е. Н. Шапинская проводит интервью с деятелями культуры, презентации книг, выступает на научно-практических конференциях, активно сотрудничает с рядом журналов, в частности с журналом «Культура культуры», где ведет постоянную рубрику «Высокое искусство в культуре современности».

### Научные труды

##### Монографии
- Музыка на все времена: классическое наследие и современная культура. Ярославль, 2015. 30 п.л.
- Избранные работы по философии культуры. Философия культуры в новом ключе. М.: Согласие, 2014. 25 п.л.
- Образ Другого в текстах культуры. М.: URSS, 2012.
- Очерки популярной культуры. М.: Академический проект, 2008.
- Дискурс любви. М.: Прометей, 1997
- Проблема Другого в современной культуре: теории и практики// Культурная среда и потенциал культуры. Коллективная монография. М.: МГУКИ, 2013 — 1 п.л.
- Любовь как властное отношение: репрезентация в культурных контекстах и социальных дискурсах // Семиозис и культура. Интеллектуальные практики. Монография. Сыктывкар, 2013. С. 142—161. 1,5 п.л.

##### Статьи
- • Некоторые «поверхности» популярной культуры: повседневность и потребление // Полигнозис. 2008. № 1.
- • Взаимодействие культур — взаимодействие людей (контекст мультикультурализма// Мир психологии. 2008. № 1.
- • Культурные исследования и их место в изучении культуры // ЛКО. Т. Х. Вып.1. 2008.
- • Очерки популярной культуры. М., 2008.
- • Образ Другого в текстах культуры: политика репрезентации// Обсерватория культуры. 2009. № 3-4.
- • Другой в текстах культуры// Знание, понимание, умение. 2009. № 3-4.
- • Критическая концепция повседневности А. Лефебра // Полигнозис. 2009. № 2.
- • «Монструозный Другой в вербальных и визуальных текстах»// Полигнозис. 2010. № 1-2.
- • Культура повседневности в современных исследованиях // Культурология. Фундаментальные основания прикладных исследований. М., 2010.
- • Гендерные исследования в контексте прикладной культурологии// Культурология. Фундаментальные основания прикладных исследований. М., 2010.
- • Повседневность как пространство толерантности// Проблемы толерантности в современном поликультурном мире. М., 2010.
- • Животное как Другой: репрезентации в культурных текстах// Полигнозис. 2011. № 1-2.
- • Образы реальности в пространстве репрезентации: анализ литературных и экранных текстов // Культура и искусство. 2011. № 1.
- • Футбол в социокультурном контексте// Миф и художественное сознание XX века. М., 2011.
- • Образ Другого в текстах культуры. М.: Красанд, 2012. 212 с.
- • Статьи в энциклопедии «Социальная и культурная антропология». М.: Академпроект, 2012 (Гендер, Этничность, Мультикультурализм, Культурные исследования).
- • Образы прошлого в культуре постмодернизма: репрезентация или пастиш?// Культура и искусство. № 3. С. 58-64
- • Мультикультурализм в современной России: теоретическая рефлексия и социокультурная практика // Модернизация России: информационный, экономический, политический, социокультурный аспекты. М., 2012.
- • Этнический Другой в поликультурном пространстве// Диалог культур в условиях глобализации. СПб, 2012-06-08.
- • Высокие стандарты ученого и гражданина, воплощенные в жизнь: памяти А. И. Шендрика// Культурологический журнал. 2012. № 7(1) (в соавторстве).
- • Философия культуры или популярная философия? // Философия — философия культуры — культурология. Новые водоразделы и перспективы взаимодействия. М.: «Совпадение», 2012.
- • Можно и нужно ли популяризировать философию? //Философское образование. Вып. 2 М.-СПб., 2011.
- • Опера как пространство эскапизма// Полигнозис. 2012. № 3. С. 120—134.
- • Власть и сопротивление в пространстве современной культуры (принято к публикации в журнале «Философские науки»). 0.5 п.л.
- • Стратегии власти и пространства сопротивления в современной культуре // Обсерватория культуры. 2012. № 6. С.4-14.
- • Власть и сопротивление в пространстве современной культуры// Философские науки. № 12. С.118-124.
- • Любовь как властное отношение: репрезентация в культурных контекстах и социальных дискурсах// Семиозис и культура. Интеллектуальные практики. Сыктывкар, 2013. С. 142—161. 1,5 п.л.
- • Образы власти в меняющихся контекстах: политика репрезентации// Культура и безопасность в современном мире. Материалы междисциплинарной научно-практической конференции с международным участием. М., 2013. С.111-117. 0,75 п.л.
- • Образы прошлого в культуре постмодернизма: репрезентация или пастиш?// История — история культуры — историческая культурология — cultural history. М.: Совпадение, 2013. С.159-168. 1 п.л.
- • Роль эстетического воспитания в формировании культуры молодого поколения (пост)современной России//Современное состояние культуры и общества: особенности и перспективы развития России. М., 2013. 1 п.л.
- • Фигуры власти в русском искусстве// Ярославский педагогический вестник. 2013. № 2. Т. 1 (гуманитарные науки).
- • Опера в контексте посткультуры: игры с классикой и конфликт интерпретаций// Культура и искусство. 2013. № 3(15).
- • Бенджамин Бриттен в современном (меж)культурном пространстве: тексты композитора и контексты интерпретации// Культура и искусство. 2013. № 6.
- • Viva la liberta: свободная личность на пространствах посткультуры // / Е. Н. Шапинская // IV Российский культурологический конгресс с международным участием «Личность в пространстве культуры», Санкт-Петербург, 29-31 октября 2013 года. Тезисы и выступления участников. — СПб.: Эйдос, 2013. — Режим доступа:
- Диалог о «Свадьбе Фигаро»: проблема власти и сопротивления в пьесе О. Бомарше и опере В.-А. Моцарта: интерпретация в различных контекстах (в соавторстве)// Культура культуры, № 2, 2014/
- Любовь как властное отношение: Дон Жуан как архетипичный герой в пространстве репрезентации // Культура культуры, № 1, 2014
- Сны Просперо, рассказанные языком современной музыки: фантасмагория Томаса Адеса на тему «Бури» Уильяма Шекспира// Культура культуры, № 3, 2014 1 п.л.
- Властные отношения и их интерпретация в «Свадьбе Фигаро» Бомарше и Моцарта// Полигнозис, № 1-2, 2014. 1 п.л.
- Музыкальная фантазия на тему «Бури»: интерпретация шекспировской пьесы языком современной оперы Культура и искусство, № 1, 2014 1 п.л.
- Эстетическое воспитание в социокультурном контексте современной России: кризис ценностей и пути его преодоления. Культура и искусство, № 2, 2014 1п.л.
- Jekaterina Szapinskaja, Siergej Iwanow. Subkultury w kontekscie kultury popularnej: od subkulturowego protest do postsubkulturowego konsumpcjonizmu// Kultura I spoleczenstwo, 2013 No4 (фактическое время выхода — апрель 2014)
- Шапинская Е. Н. Киященко Н. И. Кризис эстетики, или тоска по эстетическому// Культура культуры, № 4, 2014. http://cult-cult.ru/crisis-of-aesthetics-or-longing-for-aesthetic-dialogue-of-an-aesthetician-and-a/.
- Шапинская Е. Н., Киященко Н. И. Диалог об эстетическом воспитании: кризис ценностей и пути его преодоления// Культура и искусство, № 5, 2014. Сс. 418—428
- Творчество в контексте посткультуры: границы интерпретации //Ярославский педагогический вестник — 2014 — № 2 — Том I (Гуманитарные науки)
- . 450-летию Уильяма Шекспира. Сны Просперо, рассказанные языком современной музыки: фантасмагория Томаса Адеса на тему «Бури» Уильяма Шекспира// Культура культуры, № 3, 2014
- «Зимний путь» Шуберта в контексте современной культуры: вечные темы и безграничность интерпретации // PHILHARMONICA. International Music Journal. — 2014. — № 2. — С. 272—283. DOI: 10.7256/1339-4002.2014.2.13536
- «Winter Journey» by Schubert in the Context of Contemporary Culture: Eternal Themes and Limitless Interpretations. // PHILHARMONICA. International Music Journal. — 2014. — № 2. — С. 252—260. DOI: 10.7256/1339-4002.2014.2.13569
- «Зимний путь» Шуберта в современной культуре: вечные вопросы бытия и тоска по утраченным ценностям// Культура культуры, № 1, 2015
- Воспитание театром: эстетическое развитие и становление личности в процессе подготовки актера.// Культура культуры, № 1, 2015.
- «Евгений Онегин» глазами Другого: британская интерпретация в кино и на оперной сцене Культура культуры, № 2, 2015
- «Зимний путь» Франца Шуберта: музыкально-поэтический текст и контексты современных интерпретаций, Вестник ЯПГУ, № 1, 2015
- Произведение искусства в эпоху его цифровой воспроизводимости // Человек. Культура. Образование. № 2 (16), 2015. С. 161—179
- Культура в эпоху «цифры»: культурные смыслы и эстетические ценности // Культура культуры № 3, 2015
- Е. Н. Шапинская, А. В. Денисов Пародия как культурный феномен: два взгляда на один предмет // Культура культуры, № 4,
- Е. Н. Шапинская, Е. С. Цодоков Парадокс об опере — 1: культурные смыслы, эстетические ценности и историческая судьба//Культура культуры, № 4, 2015
- «Музыка на все времена: классическое наследие и современная культура» // Знание. Понимание. Умение. № 3, 2015
- Эстетика любви/страдания в музыкально-поэтическом дискурсе романтизма. // Культура и искусство. — 2015. — № 5. — С. 537—548. DOI: 10.7256/2222-1956.2015.5.16424